# Limu

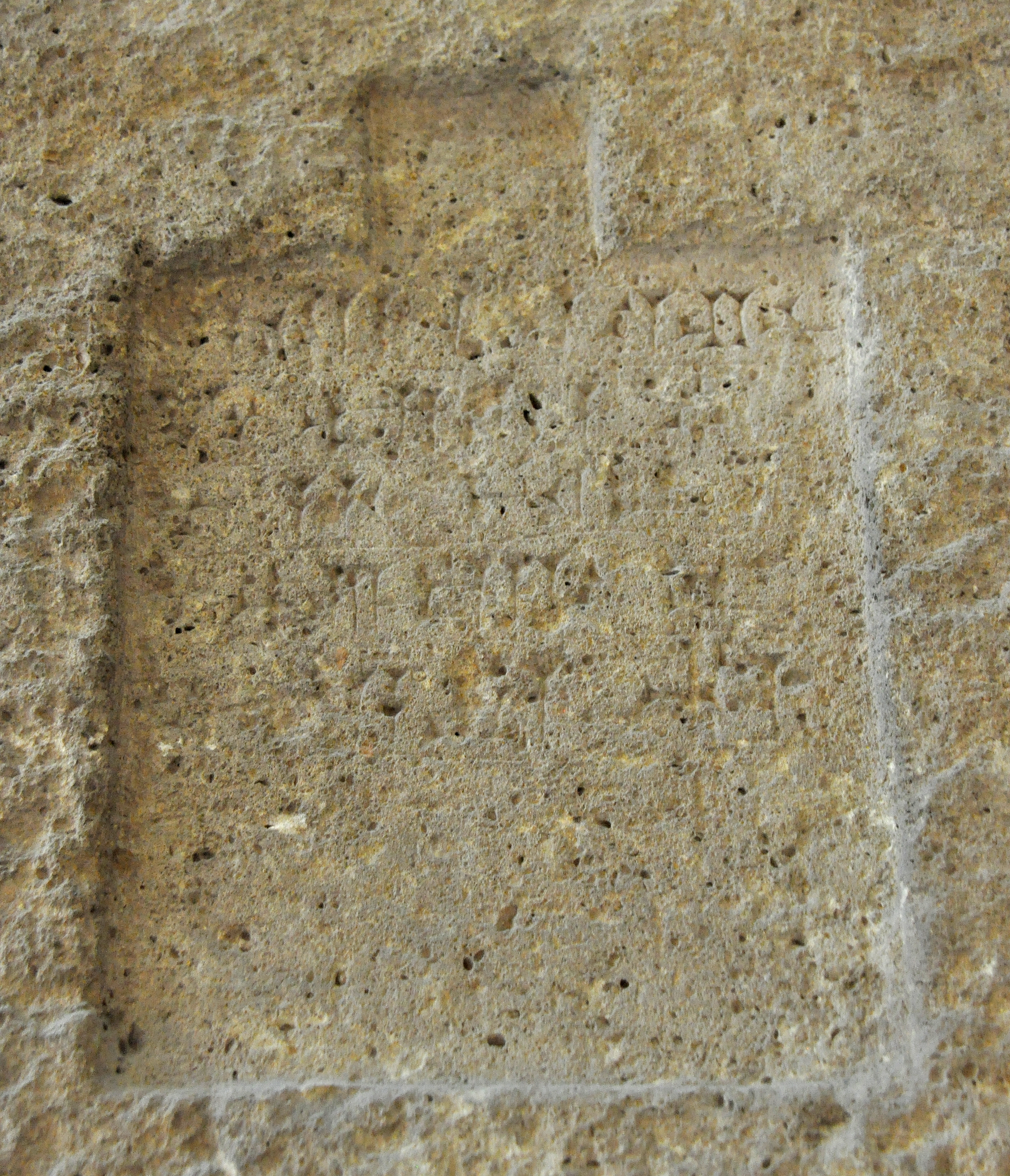
Estela de Samsbelusur, limu dos anos 864 e. De Assur, Iraque. Museu de Pérgamo

Limu  era um epônimo assírio. No início do reinado de um rei assírio, o limu, um oficial real nomeado, presidia o festival de Ano Novo na capital. A cada ano, um novo limu seria escolhido. Embora escolhido por sorteio, provavelmente havia um grupo limitado, como os homens das famílias mais importantes ou talvez os membros da assembléia da cidade.  Os assírios usaram o nome do limu para esse ano para designá-lo em documentos oficiais. Foram encontradas listas de limus que representam todos os anos entre 892 a.C. e 648 a.C..